# Список астероїдів (14201—14300)
| Назва                               | Тимчасове позначення | Дата відкриття    | Місце відкриття            | Відкривач                                              |
| ----------------------------------- | -------------------- | ----------------- | -------------------------- | ------------------------------------------------------ |
| (14201) 1998 XR92                   | 1998 XR92            | 15 грудня 1998    | Сокорро (Нью-Мексико)      | LINEAR                                                 |
| (14202) 1998 YF3                    | 1998 YF3             | 17 грудня 1998    | Обсерваторія Оїдзумі       | Такао Кобаяші                                          |
| 14203 Хокінг (Hocking)              | 1998 YT20            | 25 грудня 1998    | Обсерваторія Кітт-Пік      | Spacewatch                                             |
| (14204) 1999 AM20                   | 1999 AM20            | 12 січня 1999     | Вумера                     | Френк Золотовскі                                       |
| (14205) 1999 BC4                    | 1999 BC4             | 18 січня 1999     | Обсерваторія Ґекко         | Тецуо Каґава                                           |
| 14206 Сегнал (Sehnal)               | 1999 CL10            | 15 лютого 1999    | Обсерваторія Клеть         | Мілош Тіхі, Зденек Моравец                             |
| (14207) 1999 CS18                   | 1999 CS18            | 10 лютого 1999    | Сокорро (Нью-Мексико)      | LINEAR                                                 |
| (14208) 1999 CR64                   | 1999 CR64            | 12 лютого 1999    | Сокорро (Нью-Мексико)      | LINEAR                                                 |
| (14209) 1999 CV81                   | 1999 CV81            | 12 лютого 1999    | Сокорро (Нью-Мексико)      | LINEAR                                                 |
| (14210) 1999 CO99                   | 1999 CO99            | 10 лютого 1999    | Сокорро (Нью-Мексико)      | LINEAR                                                 |
| (14211) 1999 NT1                    | 1999 NT1             | 12 липня 1999     | Сокорро (Нью-Мексико)      | LINEAR                                                 |
| (14212) 1999 NW39                   | 1999 NW39            | 14 липня 1999     | Сокорро (Нью-Мексико)      | LINEAR                                                 |
| (14213) 1999 NX54                   | 1999 NX54            | 12 липня 1999     | Сокорро (Нью-Мексико)      | LINEAR                                                 |
| 14214 Гірш (Hirsch)                 | 1999 RP86            | 7 вересня 1999    | Сокорро (Нью-Мексико)      | LINEAR                                                 |
| (14215) 1999 TV6                    | 1999 TV6             | 6 жовтня 1999     | Вішнянська обсерваторія    | Корадо Корлевіч, Маріо Юріч                            |
| (14216) 1999 VW1                    | 1999 VW1             | 4 листопада 1999  | Обсерваторія Ґекко         | Тецуо Каґава                                           |
| 14217 Оахака (Oaxaca)               | 1999 VV19            | 10 листопада 1999 | Обсерваторія Оахака        | Джеймс Рой                                             |
| (14218) 1999 VS30                   | 1999 VS30            | 3 листопада 1999  | Сокорро (Нью-Мексико)      | LINEAR                                                 |
| (14219) 1999 VY77                   | 1999 VY77            | 3 листопада 1999  | Сокорро (Нью-Мексико)      | LINEAR                                                 |
| 14220 Alexgibbs                     | 1999 VE115           | 9 листопада 1999  | Каталінський огляд         | Каталінський огляд                                     |
| (14221) 1999 WL                     | 1999 WL              | 16 листопада 1999 | Обсерваторія Оїдзумі       | Такао Кобаяші                                          |
| (14222) 1999 WS1                    | 1999 WS1             | 25 листопада 1999 | Вішнянська обсерваторія    | Корадо Корлевіч                                        |
| 14223 Dolby                         | 1999 XW1             | 3 грудня 1999     | Обсерваторія Фаунтін-Гіллс | Чарльз Джулз                                           |
| 14224 Ґаеде (Gaede)                 | 1999 XU33            | 6 грудня 1999     | Сокорро (Нью-Мексико)      | LINEAR                                                 |
| 14225 Алісагамілтон (Alisahamilton) | 1999 XZ49            | 7 грудня 1999     | Сокорро (Нью-Мексико)      | LINEAR                                                 |
| 14226 Хамура (Hamura)               | 1999 XR50            | 7 грудня 1999     | Сокорро (Нью-Мексико)      | LINEAR                                                 |
| (14227) 1999 XW85                   | 1999 XW85            | 7 грудня 1999     | Сокорро (Нью-Мексико)      | LINEAR                                                 |
| (14228) 1999 XQ88                   | 1999 XQ88            | 7 грудня 1999     | Сокорро (Нью-Мексико)      | LINEAR                                                 |
| (14229) 1999 XV94                   | 1999 XV94            | 7 грудня 1999     | Сокорро (Нью-Мексико)      | LINEAR                                                 |
| 14230 Маріяхайнс (Mariahines)       | 1999 XF100           | 7 грудня 1999     | Сокорро (Нью-Мексико)      | LINEAR                                                 |
| (14231) 1999 XD102                  | 1999 XD102           | 7 грудня 1999     | Сокорро (Нью-Мексико)      | LINEAR                                                 |
| (14232) 1999 XJ120                  | 1999 XJ120           | 5 грудня 1999     | Каталінський огляд         | Каталінський огляд                                     |
| (14233) 1999 XM169                  | 1999 XM169           | 10 грудня 1999    | Сокорро (Нью-Мексико)      | LINEAR                                                 |
| 14234 Девідгувер (Davidhoover)      | 1999 XZ182           | 12 грудня 1999    | Сокорро (Нью-Мексико)      | LINEAR                                                 |
| (14235) 1999 XA187                  | 1999 XA187           | 12 грудня 1999    | Сокорро (Нью-Мексико)      | LINEAR                                                 |
| (14236) 1999 XZ200                  | 1999 XZ200           | 12 грудня 1999    | Сокорро (Нью-Мексико)      | LINEAR                                                 |
| (14237) 1999 YU9                    | 1999 YU9             | 31 грудня 1999    | Обсерваторія Оїдзумі       | Такао Кобаяші                                          |
| 14238 д'Артанян (d'Artagnan)        | 1999 YX13            | 31 грудня 1999    | Обсерваторія Фаунтін-Гіллс | Чарльз Джулз                                           |
| (14239) 2000 AL2                    | 2000 AL2             | 3 січня 2000      | Обсерваторія Оїдзумі       | Такао Кобаяші                                          |
| (14240) 2000 AP2                    | 2000 AP2             | 3 січня 2000      | Обсерваторія Оїдзумі       | Такао Кобаяші                                          |
| (14241) 2000 AO5                    | 2000 AO5             | 5 січня 2000      | Вішнянська обсерваторія    | Корадо Корлевіч                                        |
| (14242) 2000 AE25                   | 2000 AE25            | 3 січня 2000      | Сокорро (Нью-Мексико)      | LINEAR                                                 |
| (14243) 2000 AH29                   | 2000 AH29            | 3 січня 2000      | Сокорро (Нью-Мексико)      | LINEAR                                                 |
| 14244 Лабнов (Labnow)               | 2000 AT29            | 3 січня 2000      | Сокорро (Нью-Мексико)      | LINEAR                                                 |
| (14245) 2000 AS31                   | 2000 AS31            | 3 січня 2000      | Сокорро (Нью-Мексико)      | LINEAR                                                 |
| (14246) 2000 AN50                   | 2000 AN50            | 6 січня 2000      | Вішнянська обсерваторія    | Корадо Корлевіч                                        |
| (14247) 2000 AV55                   | 2000 AV55            | 4 січня 2000      | Сокорро (Нью-Мексико)      | LINEAR                                                 |
| (14248) 2000 AF56                   | 2000 AF56            | 4 січня 2000      | Сокорро (Нью-Мексико)      | LINEAR                                                 |
| (14249) 2000 AW57                   | 2000 AW57            | 4 січня 2000      | Сокорро (Нью-Мексико)      | LINEAR                                                 |
| 14250 Кетлінмартін (Kathleenmartin) | 2000 AJ63            | 4 січня 2000      | Сокорро (Нью-Мексико)      | LINEAR                                                 |
| (14251) 2000 AX63                   | 2000 AX63            | 4 січня 2000      | Сокорро (Нью-Мексико)      | LINEAR                                                 |
| 14252 Одрімейер (Audreymeyer)       | 2000 AD64            | 4 січня 2000      | Сокорро (Нью-Мексико)      | LINEAR                                                 |
| (14253) 2000 AL64                   | 2000 AL64            | 4 січня 2000      | Сокорро (Нью-Мексико)      | LINEAR                                                 |
| (14254) 2000 AT64                   | 2000 AT64            | 4 січня 2000      | Сокорро (Нью-Мексико)      | LINEAR                                                 |
| (14255) 2000 AS70                   | 2000 AS70            | 5 січня 2000      | Сокорро (Нью-Мексико)      | LINEAR                                                 |
| (14256) 2000 AA96                   | 2000 AA96            | 4 січня 2000      | Сокорро (Нью-Мексико)      | LINEAR                                                 |
| (14257) 2000 AR97                   | 2000 AR97            | 4 січня 2000      | Сокорро (Нью-Мексико)      | LINEAR                                                 |
| 14258 Катрінамінк (Katrinaminck)    | 2000 AM116           | 5 січня 2000      | Сокорро (Нью-Мексико)      | LINEAR                                                 |
| (14259) 2000 AQ117                  | 2000 AQ117           | 5 січня 2000      | Сокорро (Нью-Мексико)      | LINEAR                                                 |
| (14260) 2000 AF119                  | 2000 AF119           | 5 січня 2000      | Сокорро (Нью-Мексико)      | LINEAR                                                 |
| (14261) 2000 AB121                  | 2000 AB121           | 5 січня 2000      | Сокорро (Нью-Мексико)      | LINEAR                                                 |
| 14262 Крацер (Kratzer)              | 2000 AC125           | 5 січня 2000      | Сокорро (Нью-Мексико)      | LINEAR                                                 |
| (14263) 2000 AA127                  | 2000 AA127           | 5 січня 2000      | Сокорро (Нью-Мексико)      | LINEAR                                                 |
| (14264) 2000 AH142                  | 2000 AH142           | 5 січня 2000      | Сокорро (Нью-Мексико)      | LINEAR                                                 |
| (14265) 2000 AV142                  | 2000 AV142           | 5 січня 2000      | Сокорро (Нью-Мексико)      | LINEAR                                                 |
| (14266) 2000 AG143                  | 2000 AG143           | 5 січня 2000      | Сокорро (Нью-Мексико)      | LINEAR                                                 |
| 14267 Зук (Zook)                    | 2000 AJ153           | 6 січня 2000      | Станція Андерсон-Меса      | LONEOS                                                 |
| (14268) 2000 AK156                  | 2000 AK156           | 3 січня 2000      | Сокорро (Нью-Мексико)      | LINEAR                                                 |
| (14269) 2000 AH182                  | 2000 AH182           | 7 січня 2000      | Сокорро (Нью-Мексико)      | LINEAR                                                 |
| (14270) 2000 AB189                  | 2000 AB189           | 8 січня 2000      | Сокорро (Нью-Мексико)      | LINEAR                                                 |
| (14271) 2000 AN233                  | 2000 AN233           | 4 січня 2000      | Сокорро (Нью-Мексико)      | LINEAR                                                 |
| (14272) 2000 AZ234                  | 2000 AZ234           | 5 січня 2000      | Сокорро (Нью-Мексико)      | LINEAR                                                 |
| (14273) 2000 BY14                   | 2000 BY14            | 31 січня 2000     | Обсерваторія Оїдзумі       | Такао Кобаяші                                          |
| 14274 Лендстріт (Landstreet)        | 2000 BL21            | 29 січня 2000     | Обсерваторія Кітт-Пік      | Spacewatch                                             |
| 14275 Даянмюррей (Dianemurray)      | 2000 BR26            | 30 січня 2000     | Сокорро (Нью-Мексико)      | LINEAR                                                 |
| (14276) 2000 CF2                    | 2000 CF2             | 2 лютого 2000     | Обсерваторія Оїдзумі       | Такао Кобаяші                                          |
| 14277 Парса (Parsa)                 | 2000 CS13            | 2 лютого 2000     | Сокорро (Нью-Мексико)      | LINEAR                                                 |
| 14278 Перрено (Perrenot)            | 2000 CV29            | 2 лютого 2000     | Сокорро (Нью-Мексико)      | LINEAR                                                 |
| (14279) 2000 CD65                   | 2000 CD65            | 3 лютого 2000     | Сокорро (Нью-Мексико)      | LINEAR                                                 |
| (14280) 2000 CN72                   | 2000 CN72            | 6 лютого 2000     | Вішнянська обсерваторія    | Корадо Корлевіч                                        |
| (14281) 2000 CR92                   | 2000 CR92            | 6 лютого 2000     | Сокорро (Нью-Мексико)      | LINEAR                                                 |
| 14282 Cruijff                       | 2097 P-L             | 24 вересня 1960   | Паломарська обсерваторія   | К. Й. ван Гаутен, І. ван Гаутен-Ґроневельд, Т. Герельс |
| (14283) 2206 P-L                    | 2206 P-L             | 24 вересня 1960   | Паломарська обсерваторія   | К. Й. ван Гаутен, І. ван Гаутен-Ґроневельд, Т. Герельс |
| (14284) 2530 P-L                    | 2530 P-L             | 24 вересня 1960   | Паломарська обсерваторія   | К. Й. ван Гаутен, І. ван Гаутен-Ґроневельд, Т. Герельс |
| (14285) 2566 P-L                    | 2566 P-L             | 24 вересня 1960   | Паломарська обсерваторія   | К. Й. ван Гаутен, І. ван Гаутен-Ґроневельд, Т. Герельс |
| (14286) 2577 P-L                    | 2577 P-L             | 24 вересня 1960   | Паломарська обсерваторія   | К. Й. ван Гаутен, І. ван Гаутен-Ґроневельд, Т. Герельс |
| (14287) 2777 P-L                    | 2777 P-L             | 24 вересня 1960   | Паломарська обсерваторія   | К. Й. ван Гаутен, І. ван Гаутен-Ґроневельд, Т. Герельс |
| (14288) 2796 P-L                    | 2796 P-L             | 26 вересня 1960   | Паломарська обсерваторія   | К. Й. ван Гаутен, І. ван Гаутен-Ґроневельд, Т. Герельс |
| (14289) 4648 P-L                    | 4648 P-L             | 24 вересня 1960   | Паломарська обсерваторія   | К. Й. ван Гаутен, І. ван Гаутен-Ґроневельд, Т. Герельс |
| (14290) 9072 P-L                    | 9072 P-L             | 17 жовтня 1960    | Паломарська обсерваторія   | К. Й. ван Гаутен, І. ван Гаутен-Ґроневельд, Т. Герельс |
| (14291) 1104 T-1                    | 1104 T-1             | 25 березня 1971   | Паломарська обсерваторія   | К. Й. ван Гаутен, І. ван Гаутен-Ґроневельд, Т. Герельс |
| (14292) 1148 T-1                    | 1148 T-1             | 25 березня 1971   | Паломарська обсерваторія   | К. Й. ван Гаутен, І. ван Гаутен-Ґроневельд, Т. Герельс |
| (14293) 2307 T-1                    | 2307 T-1             | 25 березня 1971   | Паломарська обсерваторія   | К. Й. ван Гаутен, І. ван Гаутен-Ґроневельд, Т. Герельс |
| (14294) 3306 T-1                    | 3306 T-1             | 26 березня 1971   | Паломарська обсерваторія   | К. Й. ван Гаутен, І. ван Гаутен-Ґроневельд, Т. Герельс |
| (14295) 4161 T-1                    | 4161 T-1             | 26 березня 1971   | Паломарська обсерваторія   | К. Й. ван Гаутен, І. ван Гаутен-Ґроневельд, Т. Герельс |
| (14296) 4298 T-1                    | 4298 T-1             | 26 березня 1971   | Паломарська обсерваторія   | К. Й. ван Гаутен, І. ван Гаутен-Ґроневельд, Т. Герельс |
| (14297) 2124 T-2                    | 2124 T-2             | 29 вересня 1973   | Паломарська обсерваторія   | К. Й. ван Гаутен, І. ван Гаутен-Ґроневельд, Т. Герельс |
| (14298) 2144 T-2                    | 2144 T-2             | 29 вересня 1973   | Паломарська обсерваторія   | К. Й. ван Гаутен, І. ван Гаутен-Ґроневельд, Т. Герельс |
| (14299) 3162 T-2                    | 3162 T-2             | 30 вересня 1973   | Паломарська обсерваторія   | К. Й. ван Гаутен, І. ван Гаутен-Ґроневельд, Т. Герельс |
| (14300) 3336 T-2                    | 3336 T-2             | 25 вересня 1973   | Паломарська обсерваторія   | К. Й. ван Гаутен, І. ван Гаутен-Ґроневельд, Т. Герельс |

| ← Астероїди 10001—20000 → |             |             |             |             |             |             |             |             |             |
| 10001—10100               | 11001—11100 | 12001—12100 | 13001—13100 | 14001—14100 | 15001—15100 | 16001—16100 | 17001—17100 | 18001—18100 | 19001—19100 |
| 10101—10200               | 11101—11200 | 12101—12200 | 13101—13200 | 14101—14200 | 15101—15200 | 16101—16200 | 17101—17200 | 18101—18200 | 19101—19200 |
| 10201—10300               | 11201—11300 | 12201—12300 | 13201—13300 | 14201—14300 | 15201—15300 | 16201—16300 | 17201—17300 | 18201—18300 | 19201—19300 |
| 10301—10400               | 11301—11400 | 12301—12400 | 13301—13400 | 14301—14400 | 15301—15400 | 16301—16400 | 17301—17400 | 18301—18400 | 19301—19400 |
| 10401—10500               | 11401—11500 | 12401—12500 | 13401—13500 | 14401—14500 | 15401—15500 | 16401—16500 | 17401—17500 | 18401—18500 | 19401—19500 |
| 10501—10600               | 11501—11600 | 12501—12600 | 13501—13600 | 14501—14600 | 15501—15600 | 16501—16600 | 17501—17600 | 18501—18600 | 19501—19600 |
| 10601—10700               | 11601—11700 | 12601—12700 | 13601—13700 | 14601—14700 | 15601—15700 | 16601—16700 | 17601—17700 | 18601—18700 | 19601—19700 |
| 10701—10800               | 11701—11800 | 12701—12800 | 13701—13800 | 14701—14800 | 15701—15800 | 16701—16800 | 17701—17800 | 18701—18800 | 19701—19800 |
| 10801—10900               | 11801—11900 | 12801—12900 | 13801—13900 | 14801—14900 | 15801—15900 | 16801—16900 | 17801—17900 | 18801—18900 | 19801—19900 |
| 10901—11000               | 11901—12000 | 12901—13000 | 13901—14000 | 14901—15000 | 15901—16000 | 16901—17000 | 17901—18000 | 18901—19000 | 19901—20000 |